# The Dresden Dolls
The Dresden Dolls – duet muzyczny, grający muzykę którą sami określają jako „punkowy kabaret”. Tworzący grupę Amanda Palmer i Brian Viglione, po raz pierwszy spotkali się podczas przyjęcia z okazji święta Halloween w 2000. Brian zobaczył Amandę grającą gościom na pianinie i od razu uznał, że chce z nią współpracować. Wkrótce założyli zespół. Początkowo planowali rozszerzyć skład, ale ostatecznie zrezygnowali z tej koncepcji.

## Geneza nazwy
Jak twierdzi Brian nazwa jest kombinacją Drezna, które kojarzy się z tragedią i bombardowaniem bezbronnego miasta, oraz porcelanowych laleczek, które są delikatne i kruche. Zestawienie chaosu i delikatności, mające odzwierciedlać muzykę zespołu.

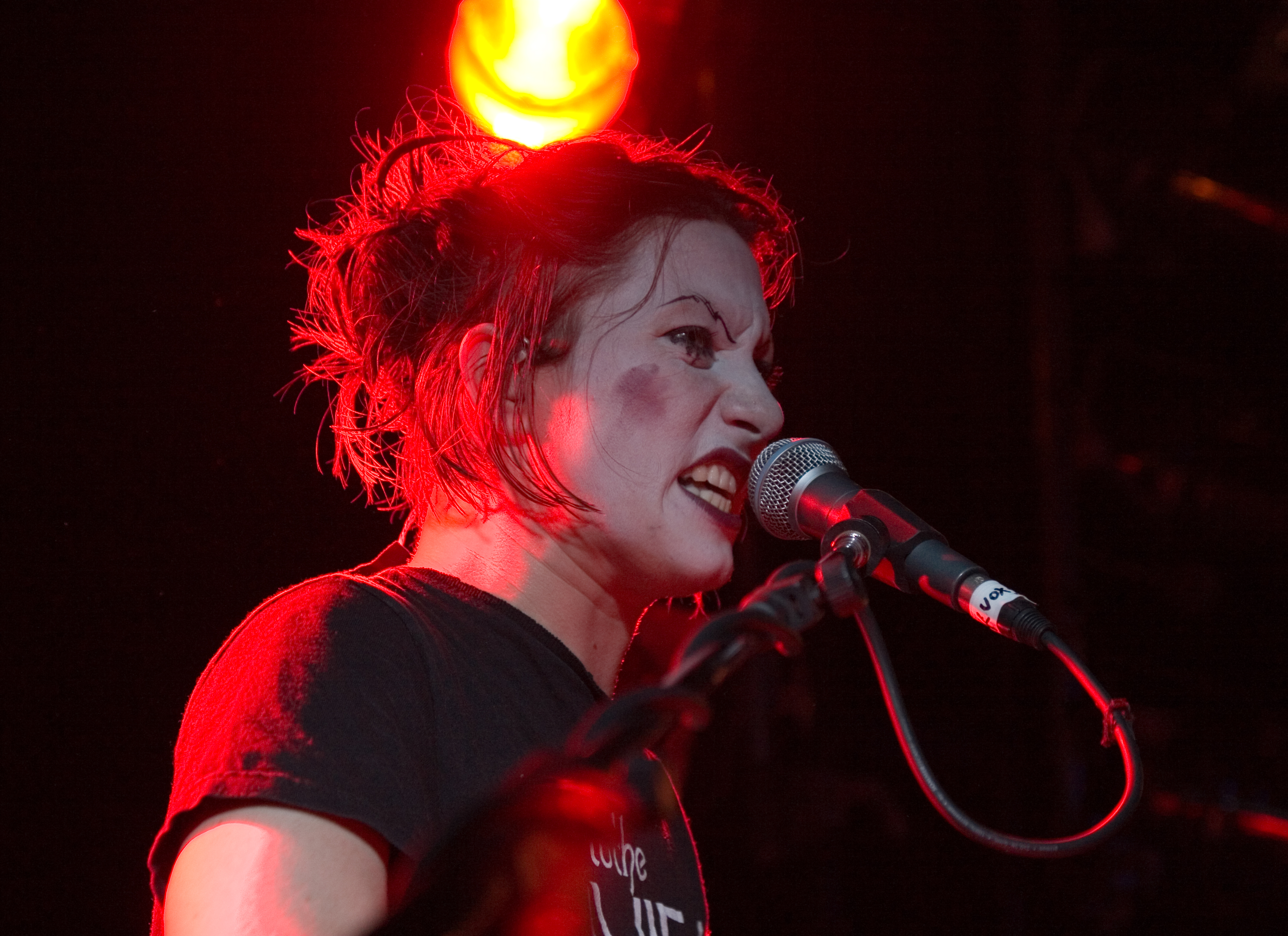
Amanda Palmer

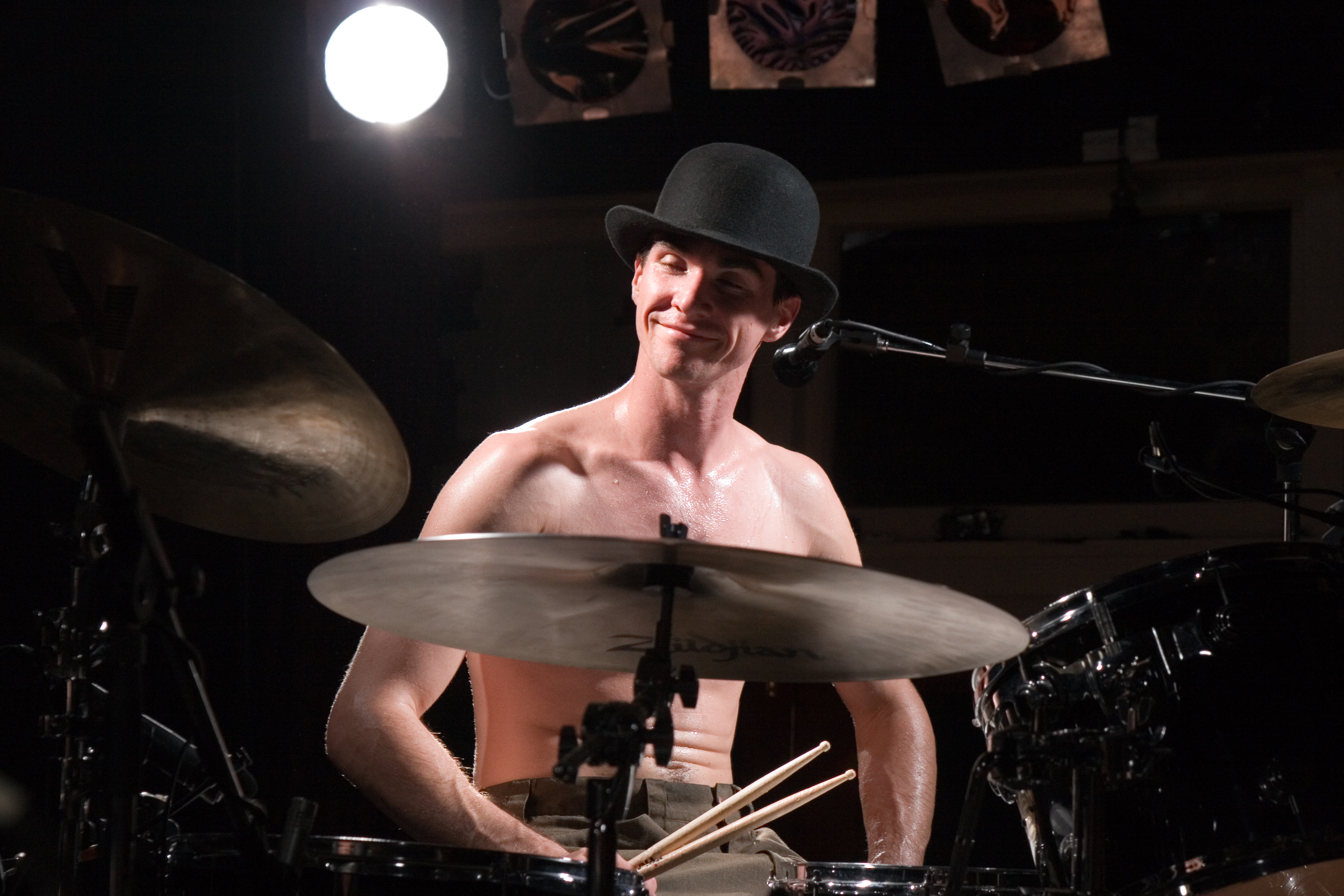
Brian Viglione

## Skład
- Amanda Palmer – wokal, pianino
- Brian Viglione – perkusja, gitara, wokal

## Dyskografia

### Albumy
- A is for accident – Collected Live Recordings 2001-2003 (27 maja 2003, Important Records)
- The Dresden Dolls (27 kwietnia 2004, 8ft.)
- Yes, Virginia... (18 kwietnia 2006, Roadrunner Records)
- No, Virginia... (19 maja 2008, Roadrunner Records)

### DVD
- Live: In Paradise (2005, Roadrunner Records)
- Live At the Roundhouse (2007, Eagle Rock Entertainment)

### Single
- „Good Day” (2003, 8ft Records)
- „Girl Anachronism” (2004, Roadrunner Records)
- „Coin-Operated Boy” (2004, Roadrunner Records)
- „Sing” (2006, Roadrunner Records)
- „Backstabber” (2006, Roadrunner Records)
- „Shores of California” (2007, Roadrunner Records)
- „Night Reconnaissance” (2008, Roadrunner Records)
- „Dear Jenny” (2008, Roadrunner Records)

### Udział w składankach
- „Coin-Operated Boy” na albumie A Dark Cabaret (Projekt Records) (2005)
- „Coin-Operated Boy” na albumie Triple J Hottest 100, Volume 12 (2005)
- „Coin-Operated Boy” na albumie Krock2 (2005)
- „Pretty in Pink” (Psychedelic Furs cover) na albumie High School Reunion (2005)
- „Life on Mars” (David Bowie cover) na albumie 2. CONTAMINATION: A Tribute to David Bowie [Failure To Communicate Records] (2005)
- „A Night at the Roses” na albumie A Users Guide to The First 100 Important Records Releases (2005)

### Teledyski
| Rok nagrania | Teledysk                                                 | Reżyser        | Album             |
| ------------ | -------------------------------------------------------- | -------------- | ----------------- |
| 2003         | „Good Day"                                               | –              | The Dresden Dolls |
| 2003         | „Girl Anachronism"                                       | Michael Pope   | The Dresden Dolls |
| 2004         | „Coin-Operated Boy"                                      | Michael Pope   | The Dresden Dolls |
| 2006         | „Sing (The Alternate Cut)”                               | Michael Pope   | Yes, Virginia...  |
| 2006         | „Sing (Chapter II / Original)”                           | Michael Pope   | Yes, Virginia...  |
| 2006         | „Backstabber"                                            | Michael Pope   | Yes, Virginia...  |
| 2006         | „Backstabber: The Dresden Dolls vs. Panic! at the Disco" | Michael Pope   | Yes, Virginia...  |
| 2007         | „Shores of California"                                   | Andrew Bennett | Yes, Virginia...  |
| 2008         | „Night Reconnaissance"                                   | Michael Pope   | No, Virginia...   |